# 赛琪 (布格罗)
《赛琪》（法文: Psyché）是法国画家威廉·阿道夫·布格罗创作于1892年的一幅油画。现私人收藏。

## 类似作品
- 芳心初醒